# 올드 펌

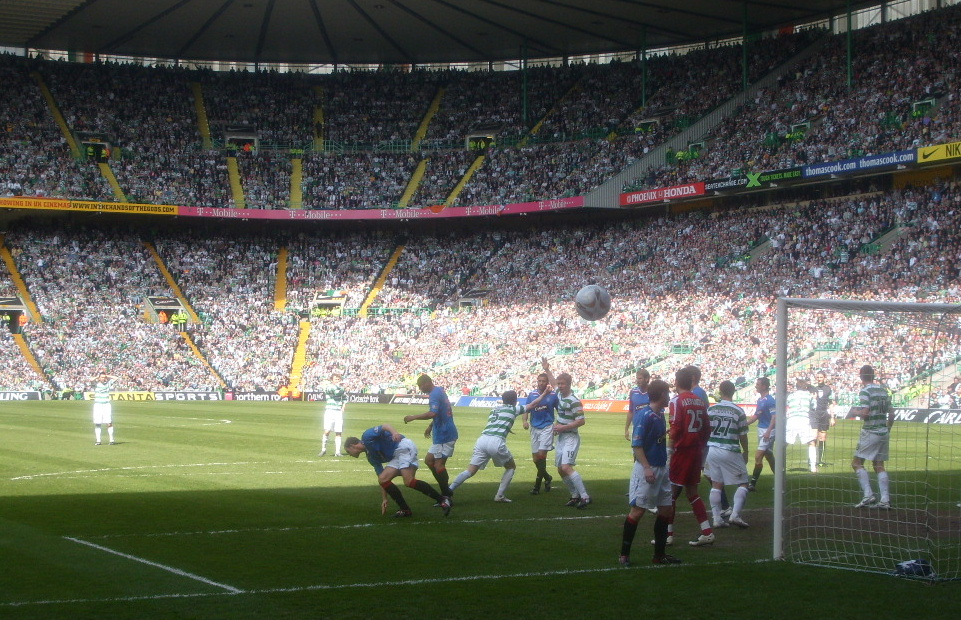
올드 펌 경기 (2008년)

올드 펌(영어: Old Firm, "오랜 동료"라는 뜻)은 스코틀랜드 글래스고를 연고로 하는 축구 클럽인 셀틱과 레인저스 간의 라이벌 경기를 가리킨다.

## 개요
셀틱과 레인저스는 스코틀랜드의 대표적인 축구 클럽으로 손꼽히며 양 팀의 우승 횟수 합계는 스코틀랜드 프리미어리그 우승 97회, 스코틀랜드 컵 우승 68회, 스코틀랜드 리그 컵 우승 41회에 달한다. 한때 셀틱과 레인저스의 패권에 도전했던 경우도 있었는데 대표적인 사례로 1980년대 초반 당시의 애버딘과 던디 유나이티드가 있었다. 그러나 1985-86 시즌 이후부터는 셀틱과 레인저스가 거의 매 시즌마다 리그 우승과 준우승을 독차지하고 있는 실정이다.
현재까지 셀틱과 레인저스 간에 벌어진 경기 수는 총 400경기 이상에 달하며 양 팀간의 상대 전적은 레인저스 167승, 셀틱 159승, 무승부 100회이다. 이들 클럽은 통상적으로 리그와 컵 대회를 포함해 총 4차례 대결을 벌이기도 한다.
셀틱과 레인저스 모두 글래스고 인근에 서포터가 많은 편이지만 스코틀랜드와 전 세계 각 도시마다 서포터가 있다. 양 팀간의 경기에서 창출되는 스코틀랜드의 경제 효과는 120,000,000 영국 파운드에 달한다.

## 라이벌 의식
셀틱과 레인저스는 역사적, 정치적, 민족적, 종교적인 이유 때문에 서로 간의 라이벌 의식이 강하다. 셀틱 서포터들은 아일랜드계 가톨릭 신자들이 주를 이루고 있고 레인저스 서포터들은 스코틀랜드계 개신교 신자들이 주를 이룬다. 이러한 반감 때문에 양 팀 서포터 사이에 폭력 사태가 자주 발생하기도 한다. 셀틱 서포터들은 경기 때마다 아일랜드의 국기를 흔들지만 반대로 레인저스 서포터들은 영국의 국기를 흔든다.

## 경기장
| 셀틱               | · 셀틱레인저스올드 펌(스코틀랜드) | 레인저스            |
| ------------------ | --------------------------------- | ------------------- |
| 셀틱 파크          | · 셀틱레인저스올드 펌(스코틀랜드) | 아이브록스 스타디움 |
| 수용인원: 60,832명 | · 셀틱레인저스올드 펌(스코틀랜드) | 수용인원: 50,987명  |
|                    | · 셀틱레인저스올드 펌(스코틀랜드) |                     |

## 상대 전적
2021년 8월 29일  기준
| 대회            | 경기 수 | 셀틱 | 무승부 | 레인저스 |
| --------------- | ------- | ---- | ------ | -------- |
| 스코틀랜드 리그 | 324     | 110  | 88     | 126      |
| 스코티시 컵     | 52      | 25   | 10     | 17       |
| 스코티시 리그컵 | 50      | 24   | 2      | 24       |
| 합계            | 426     | 159  | 100    | 167      |

주석: 리그 통계는 1904-05 시즌 챔피언 플레이오프 경기(셀틱이 2-1로 승리함)를 포함한다.
1888년부터 1999년까지의 통계는 RSSSF 참조; 그 외의 통계는 Soccerbase 참조.

## 같이 보기
- 축구 문화
- 스포츠와 정치